# Peyton Clark
Peyton Paul Clark (Indianapolis, 20 maggio 1994) è un attore statunitense, conosciuto per il ruolo di Garrett Spenger nella serie Disney Channel Non sono stato io..

## Biografia
Peyton è nato nel 1994 a Indianapolis (Indiana). Peyton ha fatto il primo passo verso la recitazione, davanti ad un grande pubblico all'età di 4 anni, quando ha cantato con un famoso gruppo R&B, I The Coasters, "Charlie Brown", in un concerto in un parco locale. Ha continuato ad interpretare vari ruoli durante la scuola e in produzioni teatrali regionali.
È il fratello maggiore di Acacia Brinley, molto popolare sui social media inizialmente grazie alle sue foto su Tumblr.
Nel 2014 ha partecipato alla cover della canzone "Do You Want To Build A Snowman?" (Frozen) insieme ad altre star disney, nel gruppo Disney Channel Circle of Stars.

## Filmografia
- Non sono stato io - serie TV, 39 episodio (2014-2015)

## Doppiatori Italiani
- Davide Albano - Non sono stato io